# 薩姆納·拜倫·邁爾斯
薩姆納·拜倫·邁爾斯（Sumner Byron Myers，1910年—1955年），美國數學家，專長拓撲學。他在哈佛大學跟隨馬斯頓·莫爾斯學習，1932年博士畢業。自1934年到1936年他在普林斯頓大學當博士後，然後在密歇根大學任教授。該校有一個以他命名的優秀學生獎項。他在一場足球賽中突然心臟病發逝世。